# Hjørne Gletscher
Hjørne Gletscher är en glaciär i Grönland (Kungariket Danmark). Den ligger i den nordöstra delen av Grönland, 2 100 km nordost om huvudstaden Nuuk. Hjørne Gletscher ligger 796 meter över havet.
Terrängen runt Hjørne Gletscher är kuperad åt sydväst, men åt nordost är den bergig.  Trakten runt Hjørne Gletscher är nära nog obefolkad, med mindre än två invånare per kvadratkilometer. Det finns inga samhällen i närheten. Trakten runt Hjørne Gletscher är permanent täckt av is och snö.